# Football Club Koper
Pour les articles homonymes, voir FCK.
Maillots
Actualités
Le FC Koper (nom complet FC Koper - Capodistria) est un club slovène de football basé à Koper.

## Historique
- 1920 : fondation du club

## Bilan sportif

### Palmarès
- Championnat de Slovénie (1)
  - Champion : 2010
  - Vice-champion : 2008 et 2022

- Championnat de Slovénie de deuxième division (1)
  - Champion : 2000
  - Vice-champion : 1998

- Coupe de Slovénie (4)
  - Vainqueur : 2006, 2007, 2015 et 2022
  - Finaliste : 2009 et 2025

- Supercoupe de Slovénie (2)
  - Vainqueur : 2010 et 2015
  - Finaliste : 2007

### Bilan européen
Note : dans les résultats ci-dessous, le score du club est toujours donné en premier.
| Saison    | Compétition             | Tour            | Club                 | Domicile | Extérieur | Total  |
| --------- | ----------------------- | --------------- | -------------------- | -------- | --------- | ------ |
| 2002      | Coupe Intertoto         | Premier tour    | Helsingborgs IF      | 0 - 0    | 0 - 1     | 0 - 1  |
| 2003      | Coupe Intertoto         | Premier tour    | NK Zagreb            | 1 - 0    | 2 - 2     | 3 - 2  |
| 2003      | Coupe Intertoto         | Deuxième tour   | MFK Dubnica          | 1 - 0    | 2 - 3     | 3E - 3 |
| 2003      | Coupe Intertoto         | Troisième tour  | Aigáleo FC           | 2 - 2    | 3 - 2     | 5 - 4  |
| 2003      | Coupe Intertoto         | Demi-finales    | SC Heerenveen        | 1 - 0    | 0 - 2     | 1 - 2  |
| 2006-2007 | Coupe UEFA              | Premier tour Q  | Litex Lovetch        | 0 - 1    | 0 - 5     | 0 - 6  |
| 2007-2008 | Coupe UEFA              | Premier tour Q  | Široki Brijeg        | 2 - 3    | 1 - 3     | 3 - 6  |
| 2008-2009 | Coupe UEFA              | Premier tour Q  | Vllaznia Shkodër     | 1 - 2    | 0 - 0     | 1 - 2  |
| 2010-2011 | Ligue des champions     | Deuxième tour Q | Dinamo Zagreb        | 3 - 0    | 1 - 5     | 4 - 5  |
| 2011-2012 | Ligue Europa            | Premier tour Q  | Chakhtior Karagandy  | 1 - 1    | 1 - 2     | 2 - 3  |
| 2014-2015 | Ligue Europa            | Premier tour Q  | Čelik Nikšić         | 4 - 0    | 5 - 0     | 9 - 0  |
| 2014-2015 | Ligue Europa            | Deuxième tour Q | Neftchi Bakou        | 0 - 2    | 2 - 1     | 2 - 3  |
| 2015-2016 | Ligue Europa            | Premier tour Q  | Víkingur Reykjavík   | 2 - 2    | 1 - 0     | 3 - 2  |
| 2015-2016 | Ligue Europa            | Deuxième tour Q | Hajdul Split         | 3 - 2    | 1 - 4     | 4 - 6  |
| 2022-2023 | Ligue Europa Conférence | Deuxième tour Q | FC Vaduz             | 0 - 1    | 1 - 1 ap  | 1 - 2  |
| 2025-2026 | Ligue Conférence        | Premier tour Q  | Željezničar Sarajevo | 3 - 1    | 1 - 1     | 4 - 2  |
| 2025-2026 | Ligue Conférence        | Deuxième tour Q | Viking FK            | 3 - 5    | 0 - 7     | 3 - 12 |

Légende
- Victoire ou qualification pour le tour suivant
- Match nul
- Défaite ou élimination de la compétition

## Identité visuelle

Ancien logo.
Logo actuel.